# 長良プロダクション
株式会社長良プロダクション（ながらプロダクション）は、日本の芸能事務所。
日本音楽事業者協会加盟のプロダクションであり、代表の神林義弘は同会の常任理事である。

## 概要
1963年、長良じゅん（神林義忠）が「長良事務所」を設立。1987年に廣済堂グループの傘下となり「廣済堂プロダクション」と社名変更し、1999年に再独立して現在の「長良プロダクション」に社名変更した。
2003年に長良が会長に就任し、長男の神林義弘に代表取締役を禅譲した。
しかし、2012年に長良が不慮の事故で死亡したため、その後は神林が事務所の全権を掌握している。
2000年から毎年春には同社と系列グループ会社の歌手が集まって東京23区を23年かけてまわる「夜桜演歌まつり」を開催している。なお、このイベントではチャリティ活動として売り上げの一部を開催区に寄付している。
また、所属する演歌歌手が出演する「長良グループ演歌まつり」（2007年から2013年までは新春演歌まつり）を開催している。

## 主な所属アーティスト
2024年4月27日閲覧時点。
長良グループタレント一覧
- 有沙瞳
- 磯部杏莉
- イノイタル
- 岩佐美咲[† 1]
- 大信田礼子[† 2]
- 大滝ひかる
- 大塚大雅
- グッチ裕三[† 2]
- 財木琢磨[† 2]
- ささきいさお[† 2]
- 駿河ヤマト
- 田川寿美[† 1]
- 辰巳ゆうと
- 中村玉緒[† 1]
- 西寄ひがし[† 2]
- はやぶさ[† 1]
- 水森かおり[† 1]
- 村上愛花
- 山木透[† 2]

ネクストブレイクタレント一覧
- 伊波アリス
- 小笹花寧
- 勝山壱生
- 黒木歩夢
- 小山慶
- 菅原麻生
- 杉井美咲
- 鈴木恒守
- せな
- 長南果子
- 中田陽菜子
- 中野みやび
- 成河れい
- 野村秀弥
- 野村流輝
- 広田望愛
- 松永幸士
- 美澄衿依
- 渡邊景日

業務提携タレント一覧
- ケン
- 長江 徹

## かつて所属していた主なアーティスト
- 高松あい[7]
- 安岡力也[8]（旧芸名：力也[9]）
- Little Non[10]
- 渡辺ひろ美[11]→鹿島ひろ美[12]
- 義田貴士[12]
- マリアン[12]
- Mr.中村半次郎[13]
- 宮下直紀[13]
- 松岡由美[14]
- 梅宮辰夫[15]
- 黒木憲[9]
- 唐木淳[16]（⇒黒木憲ジュニア）
- 辻沢杏子[16]（⇒辻沢響江）
- 高松英郎[17]
- 佐藤蛾次郎[17]
- 金田賢一[17]
- 天手千聖[17]
- 野口五郎[11]
- 雪村いづみ[11]
- 森川つくし[18]
- サンドウィッチマン(伊達幹生・濱田勉・富澤岳史)
- 萩野崇
- 高岡由香
- 西村信彰（⇒西村信章）
- 城みちる
- 白滝まつり[† 3]
- 高橋あゆみ[† 2]
- 愛川ゆとり
- 安土姫華
- 飯田珠璃
- 上田魁里
- 荻野いずみ
- 小倉けい
- 夏鈴
- 野村愛梨
- 野村里桜
- 富沢里綸那
- 夢宮加菜枝
- 原健太
- 本川みのり
- 水谷駿[† 2]
- 茂呂僚也
- 山口のん[† 2]
- 山口れん[† 2]
- 林吾（りんご）
- 民謡ガールズ[† 1]
- 山川豊[† 1]
- 都留勇真
- 中村みずき
- 長谷川ゆうき
- 未空
- 椎名佐千子
- 藤野とし恵
- 氷川きよし[† 1][19]

## かつて所属していた関係者
- 細野義朗（スターダストプロモーションの創業者）

## 長良グループ主催公演

### 夜桜演歌まつり
2000年から毎年春に、東京23区を23年かけてまわる「夜桜演歌まつり」を開催。このイベントではチャリティ活動として売り上げの一部を開催区に寄付している。
| 開催年 | 開催区   | 会場                       | 備考                                                                     |
| ------ | -------- | -------------------------- | ------------------------------------------------------------------------ |
| 2000年 | 北区     | 赤羽会館                   |                                                                          |
| 2001年 | 台東区   | 浅草公会堂                 |                                                                          |
| 2002年 | 新宿区   | 日本青年館大ホール         |                                                                          |
| 2003年 | 千代田区 | 日比谷公会堂               |                                                                          |
| 2004年 | 江東区   | ティアラこうとう           |                                                                          |
| 2005年 | 渋谷区   | 渋谷公会堂                 |                                                                          |
| 2006年 | 中野区   | 中野サンプラザホール       |                                                                          |
| 2007年 | 港区     | メルパルクホール           |                                                                          |
| 2008年 | 文京区   | 文京シビックホール         |                                                                          |
| 2009年 | 品川区   | 五反田ゆうぽうとホール     |                                                                          |
| 2010年 | 江戸川区 | 江戸川区総合文化センター   |                                                                          |
| 2011年 | 練馬区   | 練馬文化センター           |                                                                          |
| 2012年 | 大田区   | 大田区民ホールアプリコ     |                                                                          |
| 2013年 | 墨田区   | すみだトリフォニーホール   |                                                                          |
| 2014年 | 中央区   | 明治座                     |                                                                          |
| 2015年 | 目黒区   | めぐろパーシモンホール     |                                                                          |
| 2016年 | 葛飾区   | かつしかシンフォニーヒルズ |                                                                          |
| 2017年 | 荒川区   | サンパール荒川             |                                                                          |
| 2018年 | 板橋区   | 板橋区立文化会館           |                                                                          |
| 2019年 | 杉並区   | 杉並公会堂                 |                                                                          |
| 2020年 | 足立区   | 西新井文化ホール           | 新型コロナウイルス感染症感染拡大防止に関する昨今の状況に鑑み、中止を発表 |
| 2021年 | 足立区   | 西新井文化ホール           | 新型コロナウイルス感染症感染拡大防止に関する昨今の状況に鑑み、中止を発表 |
| 2022年 | 足立区   | 西新井文化ホール           | 氷川きよしは声帯ポリープ治療中のため歌唱は無し                           |

### 新春演歌まつり
「新春演歌まつり」（しんしゅんえんかまつり）は2007年から2013年まで、所属する演歌歌手が出演していた公演。2013年の公演では4万3000人を動員した。
| 開催年 | 会場                                                                                   |
| ------ | -------------------------------------------------------------------------------------- |
| 2007年 | 大阪城ホール、名古屋レインボーホール（現：日本ガイシホール）、横浜アリーナ             |
| 2008年 | 朱鷺メッセ、名古屋レインボーホール（現：日本ガイシホール）、大阪城ホール、横浜アリーナ |
| 2009年 | 大阪城ホール、マリンメッセ福岡、日本ガイシホール、広島グリーンアリーナ、横浜アリーナ   |
| 2010年 | 日本ガイシホール、大阪城ホール、横浜アリーナ                                           |
| 2011年 | 日本ガイシホール、大阪城ホール、横浜アリーナ                                           |
| 2012年 | 日本ガイシホール、大阪城ホール、横浜アリーナ                                           |
| 2013年 | 日本ガイシホール、大阪城ホール、横浜アリーナ                                           |

### 長良グループ演歌まつり
| 開催年 | 会場                                                                            |
| ------ | ------------------------------------------------------------------------------- |
| 2014年 | 愛知県芸術劇場、大阪フェスティバルホール、東京国際フォーラム                    |
| 2016年 | 愛知県芸術劇場、大阪フェスティバルホール、東京国際フォーラム                    |
| 2017年 | 愛知県芸術劇場、大阪フェスティバルホール、NHKホール、沖縄コンベンションセンター |
| 2018年 | 名古屋センチュリーホール、NHKホール、大阪フェスティバルホール                   |

## 関連会社
2016年6月25日閲覧時点
- 長良マネジメント
- エイ・アンド・エイ
- 長良音楽出版